# Chimarra haimuoibon
Chimarra haimuoibon är en nattsländeart som beskrevs av Malicky 1995. Chimarra haimuoibon ingår i släktet Chimarra och familjen stengömmenattsländor. Inga underarter finns listade i Catalogue of Life.